# Marcin Jurzysta
Marcin Jurzysta (ur. 23 grudnia 1983 w Elblągu) – polski poeta, prozaik, literaturoznawca i krytyk literacki.
Autor tekstów i współtwórca projektu muzycznego 3. Piętro. Jako poeta debiutował na łamach toruńskiego czasopisma "Undergrunt". Publikował m.in. w "Studium", "Czasie Kultury", "Lampie", "Odrze", "Kresach", "Przekroju", "Dwutygodniku". Nagradzany i wyróżniany w ogólnopolskich konkursach poetyckich, m.in.: Ogólnopolskim Konkursie Poetyckim im. K. K. Baczyńskiego w Łodzi, Ogólnopolskim Konkursie im. H. Poświatowskiej w Częstochowie, Ogólnopolskim Konkursie im. Rafała Wojaczka w Mikołowie, Ogólnopolskim Konkursie Poetyckim „O liść konwalii” im. Zbigniewa Herberta w Toruniu.
Wydał tomy wierszy: ciuciubabka (Biblioteka Arterii, Łódź 2011), który został nominowany do nagrody za najlepszy poetycki debiut książkowy roku w Ogólnopolskim Konkursie Literackim „Złoty Środek Poezji” w Kutnie, Abrakadabra (Biblioteka Arterii, Łódź 2014), Chatamorgana (Biblioteka Arterii, Łódź 2018) i Spin-off (Biblioteka Arterii, Łódź 2021). Członek Stowarzyszenia Pisarzy Polskich. Mieszka w Toruniu. W 2011 obronił na UMK doktorat z literaturoznawstwa, specjalność: historia literatury, krytyka literacka.

## Publikacje
- Chatamorgana, Łódź: Stowarzyszenie Pisarzy Polskich Oddział, 2018.
- Abrakadabra, Łódź: Stowarzyszenie Pisarzy Polskich. Oddział: Dom Literatury, 2014.
- Ciuciubabka, Łódź: Stowarzyszenie Pisarzy Polskich. Oddział: Śródmiejskie Forum Kultury - Dom Literatury, 2011.
- Spin-off, Łódź: Stowarzyszenie Pisarzy Polskich. Dom Literatury, 2021.